# Laurelia
Laurelia es un género con dos especies de árboles perteneciente a la familia  Atherospermataceae, o anteriormente en  Monimiaceae. 

## Taxonomía
El género fue descrito por Antoine-Laurent de Jussieu  y publicado en Annales du Muséum National d'Histoire Naturelle 14: 134. 1809. La especie tipo es: Laurelia aromatica Juss. ex Poir. = Laurelia sempervirens Tul.

## Especies seleccionadas
- Laurelia novae-zelandiae A.Cunn. 1838
- Laurelia sempervirens (Ruiz & Pav.) Tul.1855